# Europacup I hockey vrouwen 1989
De 16de editie van de Europacup I voor vrouwen werd gehouden van 12 tot en met 15 mei 1989 in Wassenaar. De hockeydames van Amsterdam H&BC wonnen het toernooi. Voor Nederland kwam verder ook HGC uit op dit toernooi.

## Uitslag poules

### Uitslag poule A
| Team              | Pnt | GS | W | G | V | DV | DT | DS  |
| ----------------- | --- | -- | - | - | - | -- | -- | --- |
| 1. Amsterdam H&BC | 6   | 3  | 3 | 0 | 0 | 13 | 2  | +11 |
| 2. HGC            | 4   | 3  | 2 | 0 | 1 | 13 | 1  | +12 |
| 3. Ealing LHC     | 2   | 3  | 1 | 0 | 2 | 5  | 9  | -4  |
| 4. La Rasante     | 0   | 3  | 0 | 0 | 3 | 1  | 20 | -19 |

### Uitslag poule B
| Team                   | Pnt | GS | W | G | V | DV | DT | DS |
| ---------------------- | --- | -- | - | - | - | -- | -- | -- |
| 1. Glasgow Western LHC | 4   | 3  | 2 | 0 | 1 | 11 | 11 | 0  |
| 2. SC Frankfurt 1880   | 4   | 3  | 2 | 0 | 1 | 5  | 4  | +1 |
| 3. Kolos Borispol      | 3   | 3  | 1 | 1 | 1 | 9  | 7  | +2 |
| 4. Old Alexandra       | 0   | 3  | 0 | 1 | 2 | 8  | 11 | -3 |

## Poulewedstrijden

### Vrijdag 12 mei 1989
- A Amsterdam - Rasante 7-0 (2-0)
- A HGC - Ealing 3-0 (0-0)
- B Frankfurt - Old Alexandra 3-1 (2-0)
- B Kolos Borispol - Glasgow 6-3 (5-2)

### Zaterdag 13 mei 1989
- A Amsterdam - Ealing 5-2 (4-0)
- A HGC - Rasante 10-0 (8-0)
- B Glasgow - Old Alexandra 6-5 (2-0)
- B Frankfurt - Kolos Borispol 2-1 (2-1)

### Zondag 14 mei 1989
- A Ealing - Rasante 3-1 (1-0)
- A Amsterdam - HGC 1-0 (0-0)
- B Kolos Borispol - Old Alexandra 2-2 (l-0)
- B Glasgow - Frankfurt 2-0 (1-0)

## Finales

### Maandag 15 mei 1989
- 7de - 8ste plaats Old Alexandra - Rasante 2-0 (0-0)
- 5de - 6de plaats Kolos Borispol - Ealing 6-1 (5-1)
- 3de - 4de plaats HGC - Frankfurt 1-0 (1-0)
- 1ste - 2de plaats Amsterdam - Glasgow 3-2 (0-0)

## Einduitslag
1.  Amsterdam H&BC 

2.  Glasgow Western 

3.  HGC 

4.  SC Frankfurt 1880 

5.  Kolos Borispol 

6.  Ealing LHC 

7.  Old Alexandra 

8.  La Rasante